# Frans Jozef Schlüter
Frans Jozef Schlüter (Middelburg, 6 september 1895 – Hulst, 20 september 1961) was een Nederlands politicus.
Hij werd geboren als zoon van Johan Jozef Schlüter (1865-1949; hotelhouder) en Virginia Maria Valentina de Nijs (1871-1966). Hij is in 1921 afgestudeerd in de rechten aan de Universiteit van Amsterdam en was daarna advocaat in Middelburg. In 1929 vestigde hij zich als praktizijn in Paramaribo en een jaar later volgde hij daar J.C. Brons op als secretaris van de voogdijraad. Schlüter keerde in 1933 terug naar Nederland en werd volontair bij de gemeentesecretarie van Heinkenszand. In 1937 volgde zijn benoeming tot burgemeester van Graauw en Langendam. Rond maart 1944 werd daar een NSB'er als burgemeester benoemd. Later keerde Schlüter terug in zijn oude functie en in 1960 ging hij met pensioen. Het jaar daarop overleed hij op 66-jarige leeftijd.